# Santiago Vergara Cañadas
Santiago Vergara Cañadas, enfermero nacido en Almería, España, en 1863 y fallecido en Adra, provincia de Almería, a causa del tifus exantemático durante la epidemia que allí se declaró en 1926.

## Biografía
Santiago Vergara nació en Almería el 5 de julio de 1863. En su juventud realizó diversos trabajos como albañil, herrero y zapatero, mientras realizaba labores de voluntario de la Cruz Roja. Esta colaboración es el inicio de su carrera como cuidador, y se basa en una visión holística de la enfermería al combinar conocimiento técnico como practicante y auxiliar médico con el cuidado de las necesidades afectivas o materiales de los enfermos.
Sus biógrafos distinguen tres períodos en su vida:

### Primera etapa (1878-1903)
Durante estos años está empeñado en su trabajo con la Cruz Roja de Almería. Trabaja como camillero y luego como sargento en la Ambulancia Sanitaria, en servicios de urgencia o en tareas de limpieza y desinfección en los barrios de Almería afectados por enfermedades infecciosas.
La Hoja de Servicios expedida por la Asamblea Suprema de la Cruz Roja Española en Madrid en 1902 destaca los siguientes hechos:
- El 14 de septiembre de 1878 rescata a Bartolomé del Águila y a Juan Expósito, que limpiaban un pozo negro en el Hospital Provincial de Almería.
- El 22 de octubre de 1879 traslada a todos los enfermos de la Sala San Rafael del mismo hospital al declararse un incendio en aquel pabellón.
- El 11 de septiembre de 1891 realiza trabajos de salvamento durante las terribles inundaciones de esa jornada.
- El 27 de enero de 1895 rescata de un incendio al niño Joaquín Morales Navarro.
- Del 3 de agosto de 1895 hasta el 30 de agosto de 1898 es Conserje de la Comisión de la Cruz Roja, sin sueldo.
- Del 10 de enero de 1896 hasta el 31 de diciembre de 1897 es Alcalde de barrio.
- El 13 de mayo de 1896 recibe de la Sociedad de Salvamento de Náufragos la Medalla de Bronce por el rescate de José Amador que se hallaba a una profundidad de más de siete metros.
- El 26 de julio de 1898 salvó a nado a dos jóvenes que paseaban en un bote zozobrado a más de 200 metros de la costa.
- El 30 de septiembre de 1898 recibe el reconocimiento por sus esfuerzos en la fundación de la Casa de Socorro de Almería y sus trabajos en la epidemia de viruela.
- El 6 de febrero de 1901 recibe el reconocimiento por haber rescatado de los escombros en un hundimiento en las Cuevas de San Roque a varias niñas.
- El 17 de agosto de 1901 es nombrado sargento de la Ambulancia Sanitaria.
- El 24 de febrero de 1902 recibe el reconocimiento del ayuntamiento de Almería por sus trabajos de desinfección en las Cuevas de Duimovich durante una epidemia de viruela.
- El día 22 de mayo de 1902 se le cita por el traslado de varios reclusos enfermos de tifus desde la cárcel al Hospital Provincial los anteriores meses de marzo y abril.

### Segunda etapa (1903-1910)
Son años dedicados a la formación académica. Obtiene el título de practicante e inicia sus trabajos como interino en la Beneficencia Municipal Domiciliaria.

### Tercera etapa (1910-1926)
Tras varios intentos consigue la plaza de practicante de la Beneficencia Municipal en su Brigada de Desinfección Municipal. Llegaría a ser el jefe del Parque de Desinfección. Falleció de tifus exantemático mientras atendía a la población de Adra durante una epidemia.

## Reconocimientos

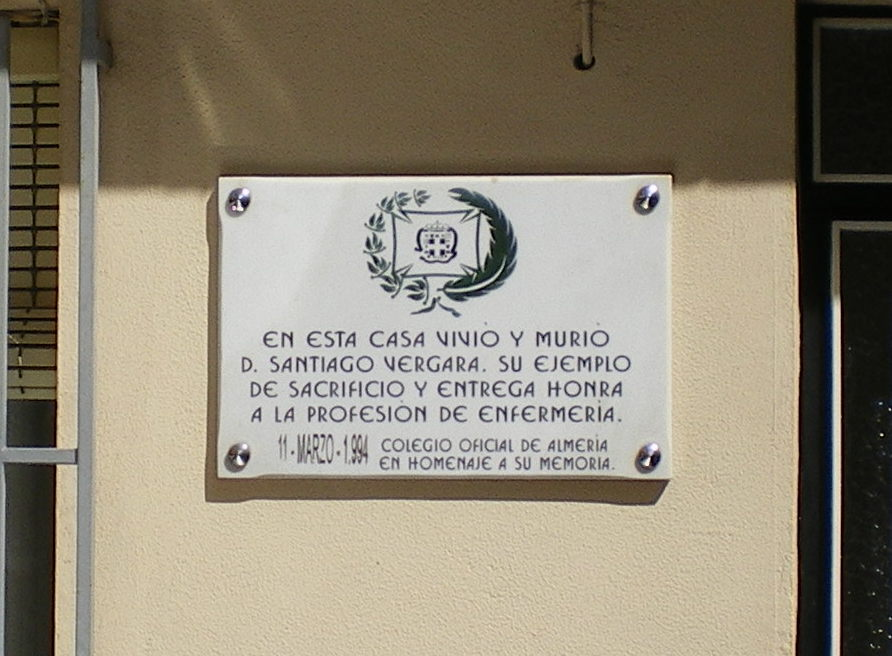
Casa donde vivió y falleció Santiago Vergara.

- Diploma de gratitud concedido por la Asamblea Suprema de la Cruz Roja, enero de 1889.
- Propuesto para la Cruz de Beneficencia de segunda Clase por los trabajos de salvamento en las inundaciones del 11 de septiembre de 1891.
- Medalla de Bronce de la Sociedad de Salvamento Marítimo, 13 de mayo de 1896.
- Voto de gracias de la Comisión Provincial de la Cruz Roja de Almería, el 30 de septiembre de 1898.
- Medalla Conmemorativa de dicha Asamblea Suprema, el 22 de enero de 1901.
- Medalla de Plata de la Cruz Roja, el 6 de febrero de 1901.
- Medalla de Oro de la Cruz Roja, 3 de octubre de 1901.
- Voto de gracias de la Comisión Ejecutiva de la Cruz Roja, 11 de octubre de 1901.
- Voto de gracias del Excmo. Ayuntamiento de Almería, en sesión celebrada el 24 de febrero de 1902.
- Cruz de primera clase de la Orden Civil de Beneficencia, cuya entrega se realizó en el Ayuntamiento de Almería el 26 de julio de 1920.
- Por Resolución del Ayuntamiento de Almería recibe su nombre la calle Escondrijos, en 1926.[1]
- Sus compañeros colocan una placa conmemorativa en el Hospital Provincial, en 1928.
- “Premio Santiago Vergara”, instituido con carácter anual por el Colegio Oficial de Enfermería de Almería desde 1993[2]